# مرقد وتكية عبد الله العيدروسي
مرقد عبد الله العيدروسي هو من المراقد القديمة في بغداد ومن معالم المدينة الأثرية، ويقع في جانب الكرخ منها في سوق حمادة، ولقد كان بيتاً قديماً يحوي قبر الشيخ عبد الله حبيب العيدروسي المتوفي سنة 1217 هـ/1802م، وكذلك يحوي قبر محمد العيدروسي المتوفي سنة 1381هـ، وحالياً فيه تكية للصوفية تقام فيها الصلاة والأذكار وفي البيت بئر ماء، ومرافق بسيطة، وما زال المبنى محافظاً على تصميمهِ القديم، وبنيانهِ من حجر الطابوق والجص وأبوابه خشبية قديمة.
وآل العيدروسي لهم تكايا عديدة ومنها تكية للصوفية في جانب الرصافة من بغداد قرب جامع الخلاني صارت الآن مصلى ومسجد صغير، وأخرى في بعقوبة جعلوا لها أوقاف عديدة.